# Dinamo-Energuia Iekaterinbourg
Le HK Dinamo-Energuia Iekaterinbourg - en russe : Хоккейный клуб Динамо-Энергия Екатеринбург - est un club de hockey sur glace de Iekaterinbourg en Russie.

## Historique
Le club est créé en 1950. Il a changé plusieurs fois de nom au cours de son histoire:
- 1950 : Spartak Sverdlovsk
- 1967 : Avtomobilist Sverdlovsk
- 1992 : Avtomobilist Iekaterinbourg
- 1992-1997 : Spartak Iekaterinbourg
- 1997 : Dinamo-Energuia Iekaterinbourg

En 2006, il est remplacé par l'Avtomobilist Iekaterinbourg.

## Palmarès
- Vainqueur de la Vyschaïa Liga: 1955, 1967, 1972, 1974, 1977, 1984.